# Siegfried Seidel-Dittmarsch
Siegfried Seidel-Dittmarsch (Pammin, 4 januari 1887 - Berlijn, 20 februari 1934) was een Duitse officier en SS-Gruppenführer (generaal-majoor). Hij was het eerste hoofd van het SS-Amt, de voorloper van het SS-Hauptamt. En was een parlementslid voor de NSDAP in de Rijksdag.

## Leven
Op 4 januari 1887 werd geboren als Siegfried Seidel in Pammin (hedendaags Pomień). Het is onbekend wanneer Siegfried zijn tweede achternaam van Dittmarsch toevoegde. Hij ging naar de Volksschule (basisschool) en het Heinrich-Schliemann-gymnasium in Berlijn. Na het behalen van zijn Abitur, vervolgde Seidel-Dittmarsch een carrière als officier in het Pruisische leger. Als Fahnenjunker (aspirant-officier) werd hij geplaatst in het Infanterie-Regiment „von Stülpnagel“ (5. Brandenburgisches) Nr. 48 met het hoofdkwartier in Küstrin (hedendaags Kostrzyn nad Odrą). Op 14 februari 1906 werd hij bevorderd tot Leutnant (tweede luitenant). Hierna werd hij geplaatst als adjudant in het Infanterie-Regiment „von Stülpnagel“ (5. Brandenburgisches) Nr. 48.

### Eerste Wereldoorlog
Als Oberleutnant (eerste luitenant) vocht hij aan het front, waar hij zwaargewond raakte. Na zijn herstel was Seidel-Dittmarsch werkzaam in verschillende hoge staven (Generalkommando, Armeeoberkommando I (AOK I)). Hij werd nog overgeplaatst naar het Leib-Grenadier-Regiment „König Friedrich Wilhelm III.“ (1. Brandenburgisches) Nr. 8 en het Reserve-Infanterie-Regiment Nr. 216. Voor zijn dienst tijdens de oorlog werd Seidel-Dittmarsch onderscheidde met het IJzeren Kruis 1914, 1e Klasse en 2e Klasse en het Gewondeninsigne 1918 in zwart.

### Interbellum
Na de oorlog was werkte hij als referent in het Pruisisch ministerie van Oorlog en het Reichswehrministerium (Rijksministerie van Defensie). In 1921 nam Seidel-Dittmarsch op eigen verzoek als Majoor a.D. (majoor B.d.) ontslag uit de Reichswehr. De volgende jaren werkte hij als secretaris-generaal en directeur voor de Rotella Speise fabriek. Seidel-Dittmarsch nam als lid van de Reichskriegssflagge deel aan de Bierkellerputsch.
Op 10 oktober 1931 werd Seidel-Dittmarsch lid van de Nationaalsocialistische Duitse Arbeiderspartij (NSDAP). Kort hierna werd hij ook lid van de Schutzstaffel (SS). En werd ingeschaald als SS-Truppführer (sergeant). En werd geplaatst in de staf van de SS-Abschnitte III. Daar werd hij bevorderd tot SS-Standartenführer (kolonel). Tijdens de Rijksdagverkiezingen van 31 juli 1932 werd Seidel-Dittmarsch gekozen als afgevaardigde voor kieskring 4 (Potsdam I). Hij werd niet herkozen tijdens de Rijksdagverkiezingen van 6 november 1932, toen de partij een daling van de steun ervoer. Na de overname van de macht door de nazi's, werd hij wel weer tijdens de Rijksdagverkiezingen van 5 maart 1933 herkozen. En kreeg zijn voormalige zetel terug, en behield deze tot aan zijn dood.
Na zijn plaatsing in de staf van de SS-Gruppe Ost, volgde op 24 december 1932 zijn bevordering tot SS-Oberführer. Op 24 december 1932 werd Seidel-Dittmarsch benoemd tot chef van de SS-Führungsstab RFSS (vrije vertaling: SS-Leiderschapsstaf), deze staf diende als verbindingseenheid tussen de verschillende NSDAP partij-onderdelen. Op 12 juni 1933 na het overlijden van de SS-Oberführer Dr. Ernst Bach, volgde Seidel-Dittmarsch hem op als hoofd van het SS-Amt. Daarnaast bekleedde hij van februari 1933 het ambt van inspecteur midden in de Obersten SA-Führung (vrije vertaling: Hoogste SA-leiderschap). Op 14 september 1933 benoemde de Pruisische minister-president Hermann Göring hem tot lid van de onlangs opnieuw opgerichte Pruisische Staatsraad.

## Overlijden

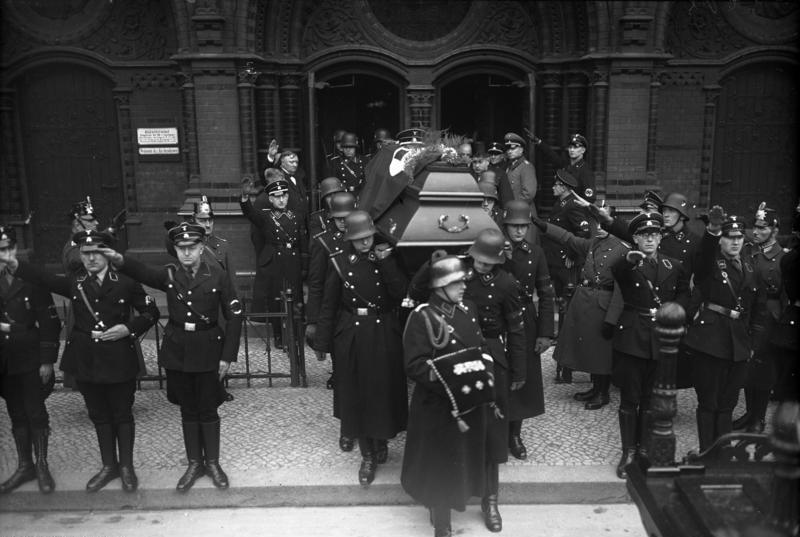
De begrafenis van Seidel-Dittmarsch.

In de nacht van 21 op 22 februari 1934 stierf Seidel-Dittmarsch in het Berlijnse ziekenhuis na een operatie aan zijn darmen. Hij kreeg op 23 februari 1934 een militaire begrafenis, en werd begraven in de Alter St.-Matthäus-Kirchhof in Schöneberg. Als onderdeel van de plannen van Albert Speer voor de bouw van de nieuwe rijkshoofdstad, die Germania ging heette, werd ongeveer een derde van de begraafplaats in 1938-1939 ontruimd. De stoffelijke resten van Seidel-Dittmarsch behoorde tot degenen die werden opgegraven en verplaatst naar de Südwestkirchhof Stahnsdorf, ongeveer 20 kilometer ten zuidwesten van Berlijn.
In december 1934 kreeg de 54.SS-Standarte met het hoofdkwartier in Landsberg an der Warthe (hedendaags Gorzów Wielkopolski), de eretitel "Seidel-Dittmarsch".

## Carrière
Seidel-Dittmarsch bekleedde verschillende rangen in zowel de Pruisische leger als Allgemeine-SS. De volgende tabel laat zien dat de bevorderingen niet synchroon liepen.
| Datums           | Pruisische leger                 | Reichswehr | Allgemeine-SS       |
| ---------------- | -------------------------------- | ---------- | ------------------- |
| 1 april 1906     | Fahnenjunker (aspirant-officier) | —          | —                   |
| 14 februari 1906 | Leutnant                         | —          | —                   |
| 1914             | Oberleutnant                     | —          | —                   |
| 18 december 1915 | Hauptmann                        | —          | —                   |
| 11 december 1920 | —                                | Major a.D. | —                   |
| 10 december 1931 | —                                | —          | SS-Truppführer      |
| 1931             | —                                | —          | SS-Standartenführer |
| 24 december 1932 | —                                | —          | SS-Oberführer       |
| 13 mei 1933      | —                                | —          | SS-Gruppenführer    |

## Lidmaatschapsnummers
- NSDAP-nr.: (lid geworden 10 oktober 1931[4][6])
- SS-nr.: 18615 (lid geworden 10 december 1931[4][6])

## Onderscheidingen
Selectie:
- IJzeren Kruis 1914, 1e Klasse[5][6][4] en 2e Klasse[5][6][4]
- Gewondeninsigne 1918 in zwart[4], ander bron vermeldt: zilver of goud[5][6]
- Erekruis voor Frontstrijders in de Wereldoorlog[6]
- Friedrich August-Kruis, 1e Klasse[4] en 2e Klasse[4]
- Kruis voor Trouwe Dienst (Schaumburg Lippe), 2e Klasse[4]